# Thanh toán di động
Thanh toán di động (còn được gọi là tiền điện thoại di động, chuyển tiền di động và ví di động) thường đề cập đến các dịch vụ thanh toán được vận hành theo quy định tài chính và được thực hiện từ hoặc thông qua một thiết bị di động. Thay vì thanh toán bằng tiền mặt, séc hoặc thẻ tín dụng, người tiêu dùng có thể sử dụng điện thoại di động để thanh toán cho một loạt các dịch vụ và hàng hóa kỹ thuật số hoặc cứng. Mặc dù khái niệm sử dụng các hệ thống tiền tệ không dựa trên tiền xu có lịch sử lâu dài, chỉ đến thế kỷ 21, công nghệ hỗ trợ các hệ thống như vậy mới được phổ biến rộng rãi.
Thanh toán di động đang được áp dụng trên toàn thế giới theo những cách khác nhau. Bằng sáng chế đầu tiên được xác định độc quyền "Hệ thống thanh toán di động" đã được nộp vào năm 2000.
Ở các nước đang phát triển, các giải pháp thanh toán di động đã được triển khai như một phương tiện mở rộng các dịch vụ tài chính cho cộng đồng được gọi là "không có giới hạn" hoặc "không được bảo lãnh", ước tính chiếm tới 50% dân số trưởng thành trên thế giới, theo Báo cáo năm 2009 "Half the World is Unbanked" của Financial Access. Các mạng thanh toán này thường được sử dụng cho các khoản thanh toán nhỏ.  Việc sử dụng thanh toán di động ở các nước đang phát triển đã thu hút được sự tài trợ của công chúng và tư nhân bởi các tổ chức như Quỹ Bill & Melinda Gates, Cơ quan Phát triển Quốc tế Hoa Kỳ và Quân đoàn Mercy.
Theo Hội đồng thanh toán châu Âu (EPC), thanh toán di động đang trở thành công cụ chính cho PSP và những người tham gia thị trường khác, để đạt được các cơ hội tăng trưởng mới. EPC tuyên bố rằng "các giải pháp công nghệ mới mang lại sự cải thiện trực tiếp về hiệu quả hoạt động, cuối cùng dẫn đến tiết kiệm chi phí và tăng khối lượng kinh doanh".